# هيلين هيوز (ممثلة)
هيلين هيوز (بالإنجليزية: Helen Hughes)‏ هي ممثلة أمريكية، ولدت في 8 يناير 1918 في جونستاون في الولايات المتحدة، وتوفيت في 3 أبريل 2018 في تورونتو في كندا.

## ترشيحات
- جوائز جيني (1989)

## وصلات خارجية
- هيلين هيوز (ممثلة) على موقع IMDb (الإنجليزية)
- هيلين هيوز (ممثلة) على موقع قاعدة بيانات الفيلم (الإنجليزية)